# نیکول سالیوان
نیکول سالیوان (انگلیسی: Nicole Sullivan؛ زادهٔ ۲۱ آوریل ۱۹۷۰) یک فیلم‌نامه‌نویس، تهیه‌کننده، و هنرپیشه اهل ایالات متحده آمریکا است. وی از سال ۱۹۹۰ میلادی تاکنون مشغول فعالیت بوده است.
از فیلم‌ها یا برنامه‌های تلویزیونی که وی در آن نقش داشته است می‌توان به دوباره ۱۷ و حدس بزنید چه کسی اشاره کرد.